# Шукирлик
Шукирли́к (каз. Шүкірлік, до 2009 г. — Шукурлюк) — село в Айыртауском районе Северо-Казахстанской области Казахстана. Входит в состав Каратальского сельского округа. Код КАТО — 593246800.

## Население
В 1999 году население села составляло 290 человек (143 мужчины и 147 женщин). По данным переписи 2009 года в селе проживало 235 человек (113 мужчин и 122 женщины).